# Juan Bautista Aznar-Cabañas
Juan Bautista Aznar-Cabañas (Cadice, 5 settembre 1860 – Madrid, 19 febbraio 1933) è stato un politico e ammiraglio spagnolo.
È stato Presidente del Governo dal 18 febbraio al 14 aprile 1931, l'ultimo governo del regno di Alfonso XIII, a cui seguì la Seconda Repubblica spagnola.

## Biografia
Dopo una brillante carriera militare, che lo vide partecipare alla battaglia navale di Santiago de Cuba come comandante della nave Infanta María Teresa durante la guerra ispano-americana e poi al comando della squadriglia spagnola negli attacchi durante la guerra del Rif, soprattutto nel sostegno dell'artiglieria navale durante la riconquista di Axdir, entrò in politica pochi mesi prima del colpo di stato di Primo de Rivera, opponendosi nel 1923, come ministro della Marina, al governo di Manuel García Prieto. 
Il 30 ottobre 1928 fu nominato capitano generale della Marina spagnola.
Dopo aver raggiunto il grado di ammiraglio, nel febbraio 1931, dopo la caduta della dittatura di Primo de Rivera, fu chiamato dalla monarchia, in crisi di consensi, a sostituire il generale Dámaso Berenguer alla guida di quello che sarebbe stato l'ultimo governo del regno di Alfonso XIII.
Nel governo dell'ammiraglio Aznar-Cabañas c'erano disaccordi tra assolutisti e monarchici costituzionalisti. Il campione di quest'ultimo era il 1º conte di Romanoes, Álvaro de Figueroa y Torres, che era in prigione. Nel frattempo, il ministro degli Interni José María de Hoyos y Vinent de la Torre O'Neill agì da intermediario tra le fazioni. Inizialmente i costituzionalisti cercarono di raggiungere un accordo con i repubblicani. Dopo non essere riusciti a raggiungere un accordo con loro, e dopo che i repubblicani vinsero le elezioni municipali del 12 aprile 1931, i costituzionalisti raccomandarono al re di abbandonare la Spagna, poiché i sostenitori della Repubblica considerarono questi risultati come un plebiscito per la sua costituzione immediata. Due giorni dopo, in seguito alla proclamazione della Seconda Repubblica spagnola, si temette una reazione delle forze armate fedeli ai Borbone. Tuttavia, il commento informale dell'ammiraglio, che aveva cercato di evitare la fine della monarchia, fu: "Pensate che sia stata una cosa da poco quella che è successa ieri, che la Spagna sia andata a letto come monarchia e sia risorta come repubblica?" divenne immediatamente famoso, facendo rapidamente il giro della capitale e del paese, riuscendo a calmare l'opinione pubblica e facendo accettare il cambio istituzionale all'esercito, dove sia i repubblicani sia i reazionari oltranzisti erano in minoranza.